# Khoutyne
Khoutyne (en russe : Хутынь) est un hameau de l'établissement rural de Savino, dont il est le chef-lieu, du raïon de Novgorod dans l'oblast de Novgorod. Sa population s'élevait à 161 habitants au recensement de 2010.

## Géographie
La localité est située dans l'oblast de Novgorod, un sujet de la Russie européenne, dans le district fédéral du Nord-Ouest. Khoutyne est l'une des 201 localités du raïon de Novgorod,, un raïon du nord-ouest de l'oblast. Le centre administratif du raïon et de l'oblast est la ville de Veliki Novgorod.
Khoutyne, comme tout l'oblast de Novgorod, est située dans le fuseau horaire MSK (heure de Moscou). Le décalage horaire appliqué par rapport au temps universel coordonné est +03:00.
Khoutyne fait partie de l'établissement rural de Savino, une des dix entités municipales du raïon, qui a comme chef-lieu le hameau Savino.

## Démographie
Recensements (*) et estimations de la population,:
| 2002* | 2010* | - |
| ----- | ----- | - |
| 150   | 161   | - |

En 2002, sur les 150 habitants, il y avait 93 % de Russes.

## Culture locale et patrimoine

### Patrimoine
Le monastère de Khoutyne se situe dans le village. Il date de la fin du XIIe siècle (1192) et est l'un des plus anciens monastères de Russie.

### Personnalités liées
- Varlaam de Khoutyne a fondé le monastère de Khoutyne, et il est aujourd'hui un saint de l'Église orthodoxe russe ;
- Alexis Ier de Moscou a été patriarche du monastère de Khoutyne.

## Galerie

Khoutyne :
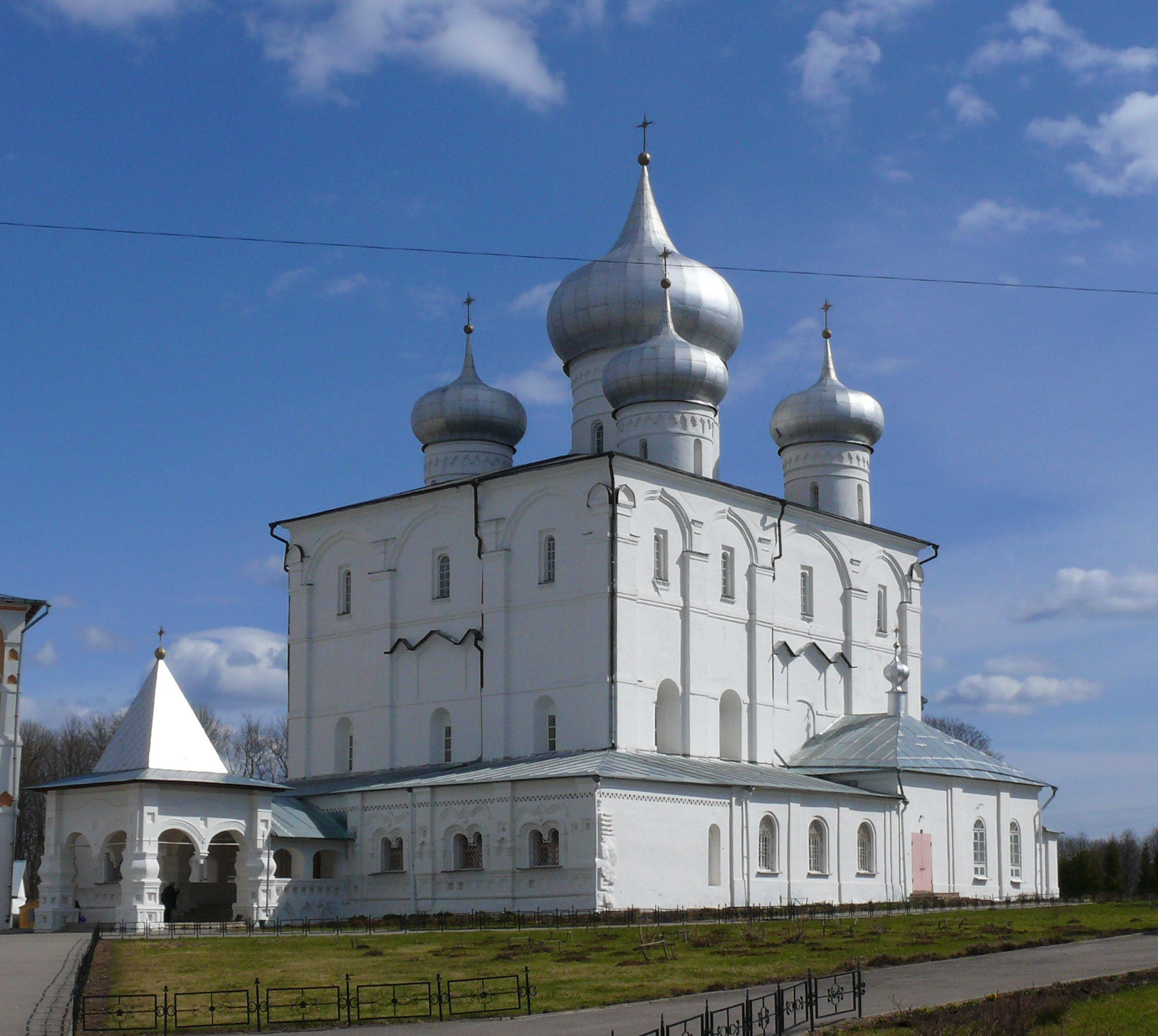
Église Saint-Varlaam-de-Khoutyne du monastère.
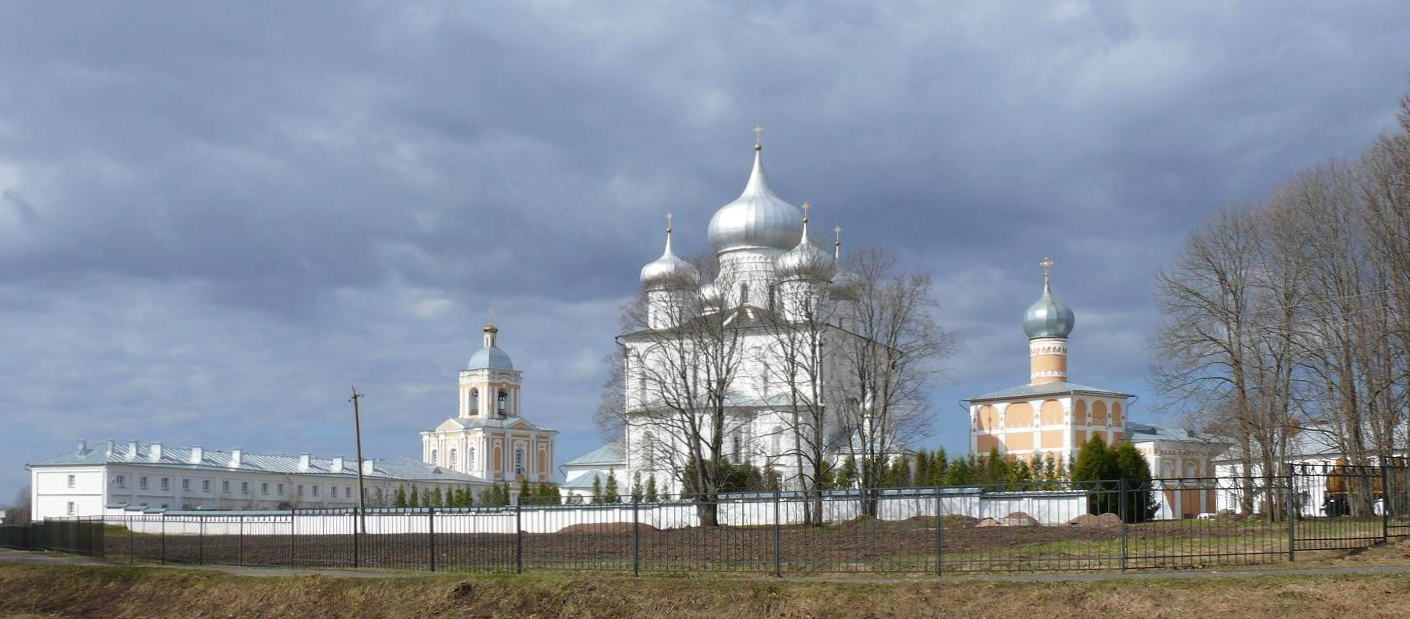
Le monastère.
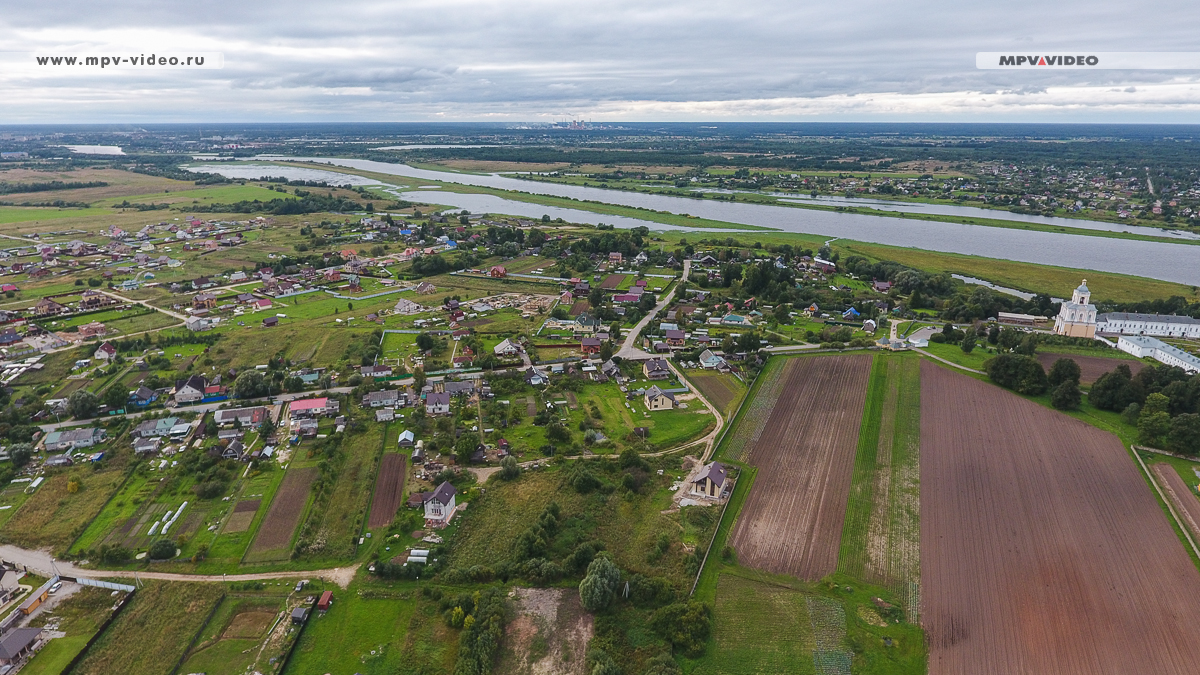
Vue aérienne.